# Red (Marvel Comics)
Red es el nombre de dos personajes ficticios por los cómics estadounidenses de Marvel Comics.

## Biografía ficticia del personaje

### Sarah Vale
Sarah Vale es un personaje ficticio, un mutante que aparece en la serie de Marvel Comics Nuevos X-Men: Academia X como una estudiante en el  Instituto Xavier de Aprendizaje Superior. Es hermana de su compañera de estudios Avance.
No se sabe mucho sobre esta mutante. Fue votada por sus compañeros como la que más probablemente sería millonaria después de la graduación. Cuando los profesores decidieron dividir a los alumnos en varios grupos de entrenamiento, las dos hermanas fueron a grupos diferentes. Jessica acabó en Los Modelos, mientras que Sarah fue asignada al Escuadrón Alfa.
Los miembros del Escuadrón sufrieron un gran golpe cuando su supervisor, el canadiense Northstar, fue aparentemente asesinado por Wolverine. Karma, su nueva supervisora, trató de que los muchachos superaran la pérdida. Después del  Día M, Sarah y Jessica perdieron sus poderes, junto con la mayoría de los estudiantes del Instituto. Los profesores decidieron evacuar a los alumnos que habían perdido sus poderes en un autobús, pero el grupo antimutante liderado por agentes de William Stryker, quién descubrió el plan y lanzaron un misil contra el autobús. Sarah falleció en la explosión, junto con otros 41 pasajeros.

### Valerie Martin
Valerie Martin es una superheroína ficticia con armadura corporal cibernética que otorga habilidades de búsqueda en Internet. El personaje, creado por Paul Jenkins y Ramon Bachs, apareció por primera vez en Civil War: Front Line # 4 (septiembre de 2006). Ella estaba entre la facción de héroes de la Ley contra el Registro durante la guerra civil de superhéroes. Ella trata de usar sus poderes para localizar al Capitán América y los Vengadores Secretos para unirse a ellos, pero antes de que ella y los otros miembros de su grupo puedan ser detenidos por S.H.I.E.L.D.. Red es uno de los 142 superhéroes registrados que forman parte de la Iniciativa de los 50 estados.

## Poderes y habilidades
Antes de que perdiera sus poderes, Sarah poseía tecnotelepatía/cibertelepatía: podía interactuar con la tecnología a un nivel íntimo haciendo que siguieran sus órdenes como saltar barreras de seguridad, encender ordenadores y manipular programas. El alcance total de sus poderes no llegó a ser revelado.

## Otras versiones

### Ultimate Red
En la realidad Ultimate Marvel, una versión de Red aparece en la serie Ultimate Comics: X-Men. En esta versión se llama Seth Vale y es una expresa mutante del Campamento. Ella y Ángel se unieron a la resistencia liderada por Kitty Pryde.

## Otros medios

### Televisión
- La versión de Sarah Vale de Red aparece en la serie  Lobezno y los X-Men en el episodio "X-Calibre".[6] Ella va en un barco a Genosha cuando es asaltado por Espiral y los  Reavers. Ella ayuda a evitar que el barco se hunda comunicándose con los ordenadores de la nave.